# Rumonge (Provinz)
Rumonge ist eine Provinz Burundis, deren Hauptstadt ebenfalls Rumonge heißt. Die Provinz liegt im Südwesten des Landes und grenzt an den Tanganjikasee.
Zum 26. März 2015 wurde die Provinz aus Teilen der Provinzen Bururi und Bujumbura Rural gebildet. Aus Bururi wurden dafür die Distrikte Burambi, Buyengero und Rumonge ausgegliedert, aus Bujumbura Rural die Distrikte Bugarama und Muhuta.